# Stevan Sekereš
Stevan Sekereš (né le 26 septembre 1937 à Mirkovac dans le royaume de Yougoslavie (aujourd'hui en Croatie) et mort le 23 novembre 2012) est un footballeur yougoslave des années 1960.

## Biographie
En tant que défenseur, Stevan Sekereš est international yougoslave à sept reprises (1966) pour aucun but inscrit. Sa première sélection est honorée à Zagreb le 8 mai 1966 contre la Hongrie, se soldant par une victoire (2-0) et sa dernière sélection est honorée le 19 octobre 1966 à Belgrade, contre la Tchécoslovaquie (1-0).
Il ne joue que dans deux clubs : le FK Vojvodina Novi Sad et le FC Nantes. Il remporte avec le premier le championnat yougoslave en 1966, ce qui lui permet d'être sélectionné en équipe nationale. Il ne joue qu'une saison avec le FC Nantes (17 matchs et un but).

## Clubs
- 1958-1967 :  FK Vojvodina Novi Sad
- 1967-1968 :  FC Nantes

## Palmarès
- Championnat de Yougoslavie de football
  - Champion en 1966
  - Vice-champion en 1962